# Франколи (Пескара)
Франколи (итал. Francoli) је насеље у Италији у округу Пескара, региону Абруцо.
Према процени из 2011. у насељу је живело 54 становника. Насеље се налази на надморској висини од 206 м.